# Волчицк
Волчицк (укр. Вовчицьк) — село в Маневичской поселковой общине Камень-Каширского района Волынской области Украины.
До 2020 года входило в Маневичский район.
Код КОАТУУ — 0723683402. Население по переписи 2001 года составляет 364 человека. Почтовый индекс — 44630. Телефонный код — 3376. Занимает площадь 0,637 км².